# Xanthophaeina levis
Xanthophaeina levis là một loài bướm đêm thuộc phân họ Arctiinae, họ Erebidae.